# Masten Gregory
Masten Calvin Gregory (Kansas City, 29 febbraio 1932 – Porto Ercole, 8 novembre 1985) è stato un pilota automobilistico statunitense.
La sua vittoria più importante risale al 1965, ottenuta alla 24 ore di Le Mans in coppia con Jochen Rindt al volante di una Ferrari 250 LM.

## Carriera

### Gli inizi
Masten Gregory nacque a Kansas City nel 1932. Il padre era un uomo d'affari e morì quando era ancora bambino, lasciando a lui e ai fratelli una cifra di circa 75.000 dollari a testa di fondi fiduciari che avrebbero ereditato a ventun anni. Già a quindici anni cominciò a gareggiare in corse clandestine presso la sua città guidando l'auto di famiglia, una Ford del 1933, e successivamente venne assunto da suo cognato che gestiva un team automobilistico.
Una volta compiuti diciotto anni decise di sposarsi e riuscì ad avere anticipatamente i soldi dell'eredità paterna che spese per acquistare una vettura per gareggiare nelle corse di SCCA. Cominciò ad ottenere le sue prime vittorie nel 1953 a bordo di una Jaguar e, nel 1954, partì per l'Europa. L'esperienza, però, duro poco e dopo appena due anni fece ritorno negli Stati Uniti.

### Formula 1
Nel 1957 la sua carriera subì un decollo, anche grazie alla sua partecipazione alla 1000 km di Buenos Aires, che vinse insieme a Luigi Musso ed Eugenio Castellotti. Lo stesso anno venne quindi assunto da Mimmo Dei per correre nella Scuderia Centro Sud e colse un terzo posto al debutto al Gran Premio di Monaco. Dopo questa prestazione gli venne offerto anche un contratto dalla Ferrari, ma l'americano rifiutò in quanto avrebbe potuto disputare solo alcune gare all'anno. Nella stessa stagione colse anche due quarti posti a Pescara e Monza. L'anno seguente fu vittima di un incidente a Silverstone durante una gara per vetture sport che lo costrinse a saltare parte della stagione. Non riuscì comunque ad ottenere alcun risultato rilevante.
Per il 1959 venne invece assunto come terzo pilota dalla Cooper. Ottenne due podi, tra cui un secondo posto al Gran Premio del Portogallo, sua miglior prestazione in carriera. Un altro incidente, però, non gli permise di terminare la stagione, che concluse all'ottavo posto con dieci punti ottenuti. A fine anno venne sorprendentemente appiedato dalla sua squadra e, secondo alcuni, ciò era dovuto ad un veto posto da Jack Brabham.
Passò quindi i campionati seguenti in scuderie private senza riuscire mai ad andare oltre un sesto posto nel 1962. Nello stesso anno ottenne la sua unica vittoria in una corsa non valida per il mondiale. Continuò poi la sua carriera fino al 1965.

### Sport prototipo
Molto più ricca di successi fu invece la sua carriera negli sport prototipo. Nel 1961 riuscì ad imporsi alla 1000 km del Nürburgring e l'anno seguente al Gran Premio del Canada. Venne quindi assunto dalla Ford nel 1964 con il compito di sviluppare le nuove GT40 per la 24 Ore di Le Mans. La vittoria arrivò però l'anno seguente insieme a Jochen Rindt a bordo di una Ferrari. Lo stesso anno prese parte anche alla 500 Miglia di Indianapolis, ma fu costretto al ritiro mentre si trovava in quinta posizione.
Continuò poi la sua carriera fino al 1972, quando la morte dell'amico Jo Bonnier lo convinse a ritirarsi.

### Dopo il ritiro
Ritiratosi dal mondo dell'automobilismo divenne un commerciante di diamanti, ma nel novembre del 1985 morì a causa di un attacco cardiaco mentre si trovava in vacanza in Italia, a Porto Ercole, dove fu poi sepolto nel cimitero dello stesso comune grossetano, in base alle sue volontà che diverse volte espresse.